# Vatnsfjörður
A Vatnsfjörður egy természetvédelmi terület, amely a Breiðafjörðurtól északnyugatra található, az Izland északnyugati részén elhelyezkedő Hjarðarnes elnevezésű partvidékén. 
A Vatnsfjörður Természetvédelmi Területet 1975-ben jelölték ki. A természetvédelmi szabályozásoknak megfelelően a föld hagyományos művelése engedélyezett és az állattartás (elsősorban a birkáké) maximum a terület növényzettel borított részéből 20 hektárnyi lehet. 

## Földrajza
A természetvédelmi terület nyugati határán folyik a Þverá folyó. A határ innentől észak felé az ókori gleccser, a Gláma felé fut, durván követve egy korábbi vízfolyás nyomvonalát, a Hornatær-hegy és a Dynjandisheið-mocsár mellett. A Glámától déli irányban fut a határa a Þingmannaheiði-mocsár felé és délnyugaton a Hörgsnes-csúcs mellett halad el, amely egy kelet felé nyúló fjord száját jelöli. 
Számos tó található a természetvédelmi területen, melyek közül a legnagyobb a Vatnsdalsvatn, melynek területe 2 négyzetkilométer. 

## Geológia
A terület alapkőzete harmadidőszaki bazaltalakzat. A táj mai formáját az idők során elsősorban a gleccserek formálták. A sziklás Hornatær tornyok a tengerszint fölé mintegy 700 méterrel magasodnak. 

## Fordítás
Ez a szócikk részben vagy egészben  a   Vatnsfjörður című angol Wikipédia-szócikk ezen változatának fordításán alapul.  Az eredeti cikk szerkesztőit annak laptörténete sorolja fel. Ez a jelzés csupán a megfogalmazás eredetét és a szerzői jogokat jelzi, nem szolgál a cikkben szereplő információk forrásmegjelöléseként.